# Campeonato dos Estados Unidos de Fórmula 4
O Campeonato dos Estados Unidos de Fórmula 4 é uma categoria de automobilismo que é realizada sob os regulamentos da Fórmula 4 da FIA. O campeonato é sancionado pela SCCA Pro Racing, a divisão profissional de corridas do Sports Car Club of America, em conjunto com o Automobile Competition Committee for the United States, a representante dos Estados Unidos na FIA. A competição serve de suporte para a Fórmula Regional das Américas, a SVRA e a Trans-Am Series
O campeonato foi projetado para apoiar os pilotos norte-americanos que entram em corridas internacionais de monoposto, usando os mesmos regulamentos usados por outras séries globalmente, em vez de competir na INDYCAR Road to Indy existente, com os pilotos ganhando pontos para uma Superlicença da FIA. Serve como um passo inicial no automobilismo para pilotos que se formam no kart.

## Formato do campeonato
Cada evento do campeonato consiste em três corridas, que são realizadas como suporte de outros eventos automobilísticos nos Estados Unidos, e a partir de 2017, no Canadá. A temporada inaugural consistiu em cinco eventos e se expandiu para rodadas adicionais nas temporadas seguintes.
O chassi é fornecido pela Onroak Automotive, com um Honda K20 de 2.000 cc reduzido para 160 cc e fornecido pela Honda Performance Development, que atendem aos limites de preço da FIA para a Fórmula 4. Os pneus foram fornecidos pela Pirelli até a temporada de 2018 e pela Hankook desde 2019, e também têm preço limitado.

## Campeões

### Pilotos
| Temporada | Campeão            | Equipe                                | Corridas | Vitórias | Poles | Voltas mais rápidas | Pódios | Pontos |
| --------- | ------------------ | ------------------------------------- | -------- | -------- | ----- | ------------------- | ------ | ------ |
| 2016      | Cameron Das        | JDX Racing                            | 15       | 9        | 4     | 9                   | 9      | 281    |
| 2017      | Kyle Kirkwood      | Cape Motorsports                      | 20       | 9        | 4     | 10                  | 15     | 345    |
| 2018      | Dakota Dickerson   | DC Autosport with Cape Motorsports    | 17       | 6        | 1     | 5                   | 15     | 299    |
| 2019      | Joshua Car         | Crosslink Racing with Kiwi Motorsport | 17       | 4        | 2     | 4                   | 11     | 269    |
| 2020      | Hunter Yeany       | Velocity Racing Development           | 16       | 8        | 1     | 6                   | 15     | 285    |
| 2021      | Noel León          | DEForce Racing                        | 17       | 2        | 4     | 1                   | 10     | 212    |
| 2022      | Lochie Hughes      | Jay Howard Drive Development          | 18       | 6        | 2     | 5                   | 10     | 277    |
| 2023      | Patrick Woods-Toth | Crosslink/Kiwi Motorsport             | 18       | 4        | 1     | 2                   | 14     | 263.5  |
| 2024      | Daniel Quimby      | Atlantic Racing Team                  | 15       | 5        | 1     | 3                   | 10     | 227.5  |

### Equipes
| Temporada | Equipe                                | Pilotos | Vitórias | Poles | Voltas mais rápidas | Pódios | Pontos |
| --------- | ------------------------------------- | ------- | -------- | ----- | ------------------- | ------ | ------ |
| 2016      | JDX Racing                            | 3       | 9        | 4     | 9                   | 10     | 353    |
| 2017      | Cape Motorsports                      | 4       | 9        | 4     | 10                  | 15     | 433    |
| 2018      | Crosslink Racing with Kiwi Motorsport | 6       | 5        | 3     | 3                   | 13     | 407    |
| 2019      | Crosslink Racing with Kiwi Motorsport | 6       | 9        | 5     | 11                  | 25     | 537    |
| 2020      | Crosslink Racing with Kiwi Motorsport | 7       | 9        | 4     | 9                   | 26     | 557    |
| 2021      | Velocity Racing Development           | 5       | 8        | 1     | 8                   | 17     | 381.5  |
| 2022      | Crosslink Racing with Kiwi Motorsport | 8       | 5        | 1     | 1                   | 18     | 447.5  |
| 2023      | Crosslink/Kiwi Motorsport             | 9       | 7        | 4     | 6                   | 26     | 541.5  |
| 2024      | Crosslink/Kiwi Motorsport             | 4       | 5        | 3     | 9                   | 16     | 422    |

## Circuitos
- Em negrito são circuitos incluídos na temporada 2025

| Circuitos                             | Etapas | Anos                  |
| ------------------------------------- | ------ | --------------------- |
| Mid-Ohio Sports Car Course            | 10     | 2016–Hoje             |
| Circuito das Américas                 | 9      | 2017–Hoje             |
| Virginia International Raceway        | 7      | 2017–2023             |
| New Jersey Motorsports Park           | 5      | 2016, 2018, 2022–Hoje |
| Road Atlanta                          | 4      | 2016, 2018–2019, 2021 |
| Road America                          | 4      | 2021–Hoje             |
| Homestead-Miami Speedway              | 3      | 2016–2017, 2020       |
| Canadian Tire Motorsport Park         | 2      | 2017, 2024            |
| Pittsburgh International Race Complex | 2      | 2018–2019             |
| Sebring International Raceway         | 2      | 2019–2020             |
| NOLA Motorsports Park                 | 2      | 2022–2023             |
| Indianapolis Motor Speedway           | 1      | 2017                  |
| Barber Motorsports Park               | 1      | 2020                  |
| Brainerd International Raceway        | 1      | 2021                  |